# Porto de Maputo
O Porto de Maputo, também chamado de complexo portuário de Maputo-Matola, são um conjunto de terminais portuários moçambicanos localizados nas cidades de Maputo e Matola. Encontram-se na baía de Maputo, na margem norte do estuário do Espírito Santo, que está separada do Canal de Moçambique pelas ilhas da Inhaca e dos Portugueses e pela península do Machangulo.
O porto pertence ao governo moçambicano, sendo este o responsável por sua administração por meio da empresa público-privada de empreendimento conjunto Companhia de Desenvolvimento do Porto de Maputo (MPDC). A MPDC foi instituída para administrar a licença de terminais para carga e descarga, além de terminal de passageiros.
É o maior complexo portuário do país, posicionando-se como o segundo maior da costa oriental africana, além de ser o principal terminal de importação e exportação de cargas de longo curso na nação. Na sua área de influência, estão as principais indústrias de Moçambique. É também o mais movimentado porto moçambicano, superando todos os demais grandes portos nacionais, a saber: Beira (Sofala), Nacala (Nampula), Quelimane (Zambézia) e Pemba (Cabo Delgado).
O porto é o terminal de três linhas ferroviárias — Goba, Limpopo e Ressano Garcia —, escoando produtos da África do Sul, Essuatíni e Zimbábue. Outra ligação de escoamento importante é feita pela rodovia N1. É parte fundamental dos complexos logísticos do "Corredor de Maputo", do "Corredor do Limpopo" e do "Corredor do Libombo".
A existência do porto confunde-se com a própria história de Maputo, sendo fundado em 1544. Recebeu estruturas básicas somente em 1850, época em que passou a ser conhecido como Porto de Lourenço Marques pela administração colonial portuguesa.